# Martjanski potok
Martjánski potok (tudi Bokrački potok, Sebeborski potok) je levi pritok Ledave v osrednjem delu Prekmurja. Izvira v gričevnatem svetu osrednjega dela Goričkega severno od vasi Kukeč in teče proti jugu po nekoliko širši dolini skozi naselji Krnci in Bokrači, kjer se mu z desne strani pridruži Dolinski potok. Zahodno od Sebeborec dobi z leve strani še Andrejski potok in nekoliko niže vstopi v ravninski svet, teče proti jugovzhodu mimo naselij Martjanci in Noršinci, nato pa se izliva v Ledavo.
V zgornjem in srednjem toku je potok ohranjen v naravnem stanju, teče po mestoma vijugasti strugi, obdani z gostim obvodnim rastjem, mokrotnimi logi in travniki, ki predstavljajo biološko pomembne habitate. Od Martjanec navzdol pa vse do izliva je nekdanji potok spremenjen v 
enoličen umetni kanal brez grmovne ali drevesne vegetacije.